# Список глав государств в 117 году до н. э.
| 118 до н. э. ← Список глав государств по годам → 116 до н. э. |

## Азия
- Анурадхапура — Ланья Тисса, царь (119 до н. э. — 109 до н. э.)
- Армения Великая — Артавазд I, царь (160 до н. э. — 115 до н. э.)
- Вифиния — Никомед III Эвергет, царь (127 до н. э. — 94 до н. э.)
- Иберия — Мириан I, царь  (159 до н. э. — 109 до н. э.)
- Индо-греческое царство:
  - Стратон I, царь (от Гандхары/Западного Пенджаба до Матхура)  (125 до н. э. — 100 до н. э.)
  - Гелиокл II , царь (от Гандхары/Западного Пенджаба до Матхура)  (125 до н. э. — 110 до н. э.)
  - Лисий, царь (в Паропамисадах, Арахозии и Гандхаре)  (120 до н. э. — 110 до н. э.)
- Иудея — Иоанн Гиркан I, этнарх  (134 до н. э. — 104 до н. э.)
- Каппадокия — Ариарат VI Эпифан Филопатор, царь (130 до н. э. — 116 до н. э.)
- Китай (Династия Хань) — У-ди (Лю Чэ), император  (141 до н. э. — 87 до н. э.)
- Коммагена — Сам II,  царь (130 до н. э. — 109 до н. э.)
- Корея:
  - Махан — Маён, вождь (144 до н. э. — 113 до н. э.)
  - Пуё — Ковуру, тхандже (121 до н. э. — 86 до н. э.)
- Намвьет — Чьеу Ань Тэ, император (125 до н. э. — 113 до н. э.)
- Осроена — Фрадхашт бар Джебар, царь (120 до н. э. — 115 до н. э.)
- Парфия — Митридат II Великий, царь (124 до н. э. — 91 до н. э.)
- Понтийское царство:
  - Митридат VI Евпатор, царь (120 до н. э. — 63 до н. э.)
  - Митридат Хрест, царь (120 до н. э. — 113 до н. э.)
- Сабейское царство — Ярим Эймин, царь (145 до н. э. — 115 до н. э.)
- Сатавахана — Сатакарни II, махараджа (134 до н. э. — 78 до н. э.)
- Селевкидов государство (Сирия) — Антиох VIII Грип, царь (125 до н. э. — 96 до н. э.)
- Хунну — Ичжисе, шаньюй (126 до н. э. — 114 до н. э.)
- Шунга — Гхоша, император (119 до н. э. — 108 до н. э.)
- Япония — Кайка, тэнно (император) (158 до н. э. — 98 до н. э.)

## Африка
- Египет — Птолемей VIII Эвергет, царь (144 до н. э. — 116 до н. э.)
- Мероитское царство (Куш) — Танийдамани, царь (ок. 120 до н. э. — ок. 100 до н. э.)
- Нумидия:
  - Югурта, царь (118 до н. э. — 105 до н. э.)
  - Адгербал, царь (118 до н. э. — 112 до н. э.)
  - Гиемпсал I, царь (118 до н. э. — 117 до н. э.)

## Европа
- Боспорское царство — Перисад V, царь (125 до н. э. — 109 до н. э.)
- Ирландия — Эоху Айрем, верховный король (131 до н. э. — 116 до н. э.)[1]
- Одрисское царство (Фракия) — Котис V, царь (120 до н. э. — 87 до н. э.)
- Римская республика:
  - Луций Цецилий Метелл Диадемат, консул (117 до н. э.)
  - Квинт Муций Сцевола Авгур, консул (117 до н. э.)

## Галерея

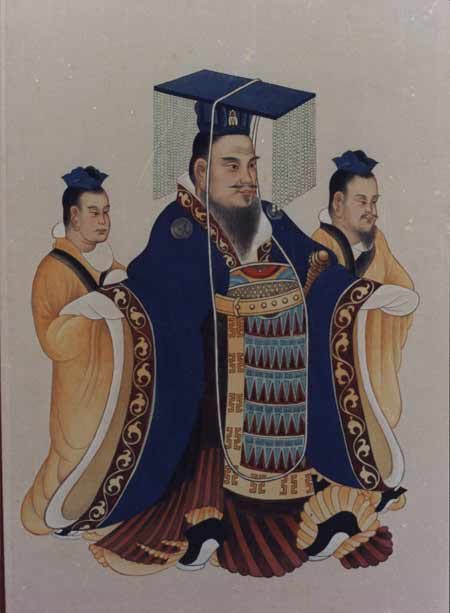
У-ди 141 до н.э.— 87 до н.э. Император Китая
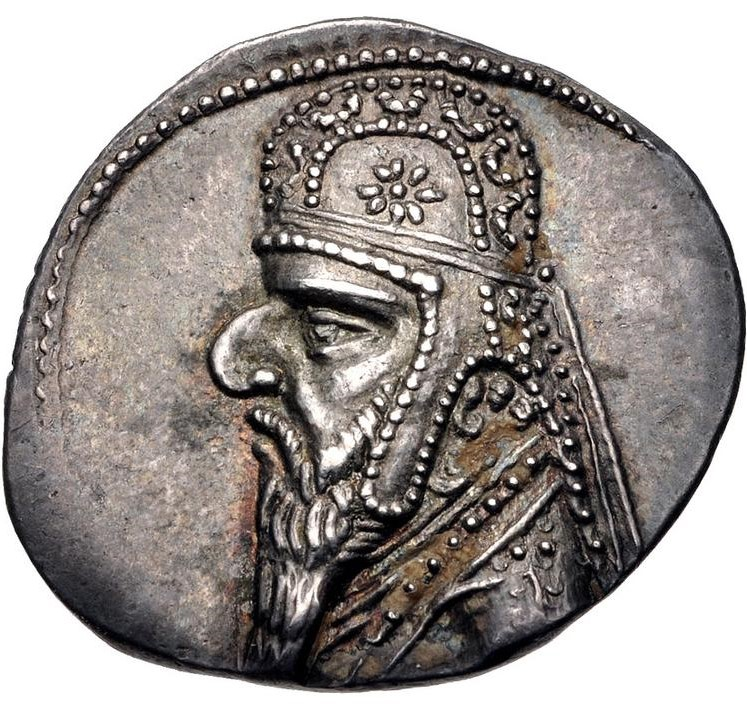
Митридат II Великий 124 до н.э.— 91 до н.э. Царь Парфии
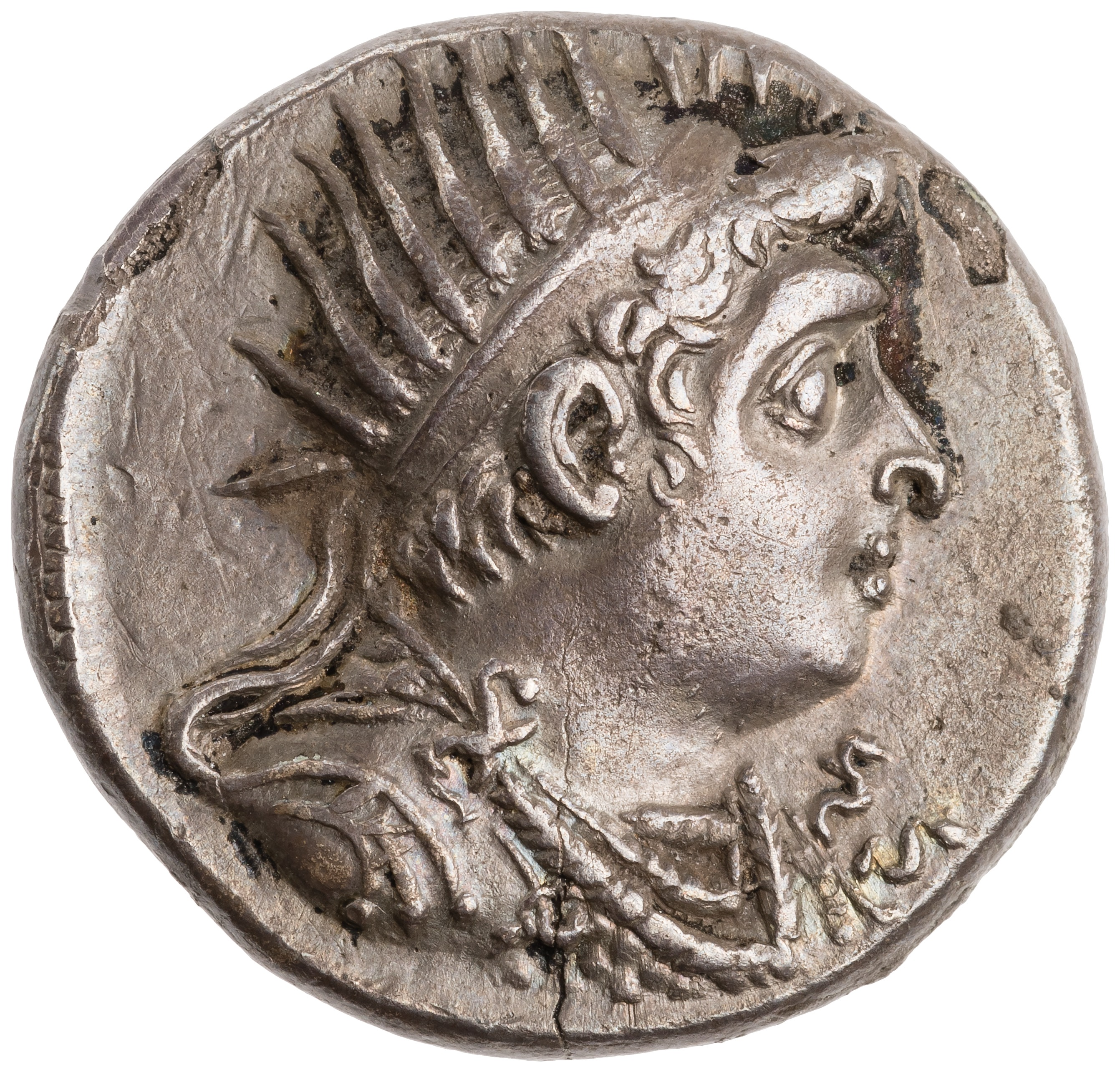
Птолемей VIII Эвергет 144 до н.э.— 116 до н.э. Царь Египта
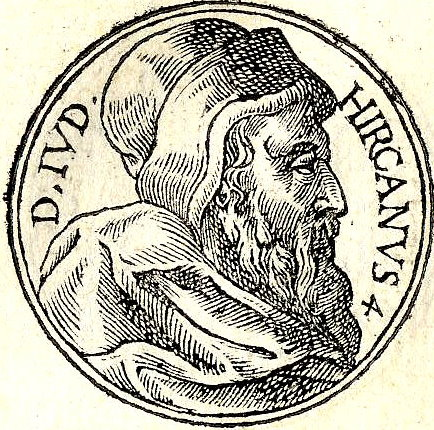
Иоанн Гиркан I 134 до н.э.— 104 до н.э. Этнарх Иудеи
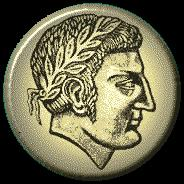
Югурта 118 до н.э.— 105 до н.э. Царь Нумидии
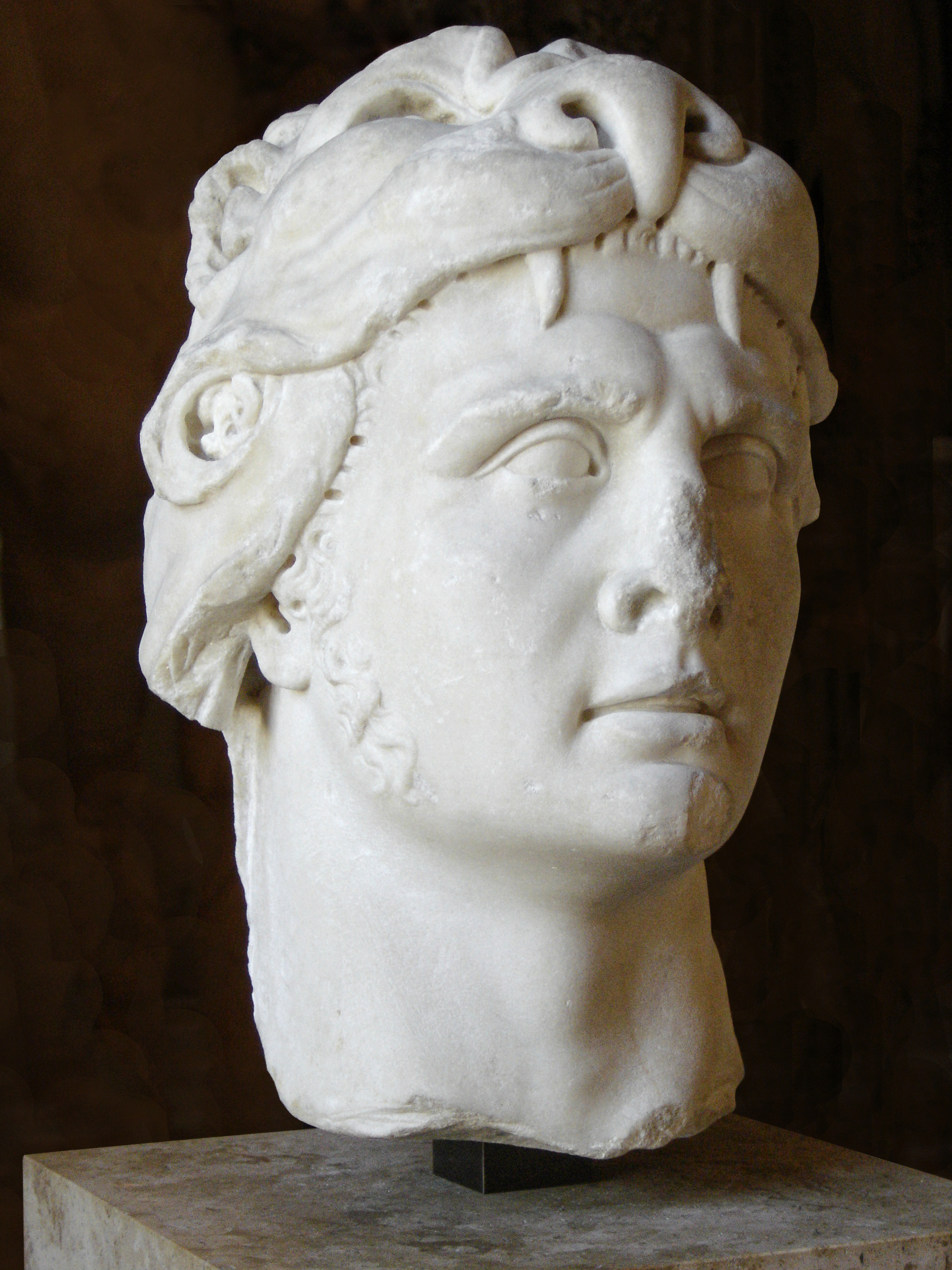
Митридат VI Евпатор 120 до н.э.— 63 до н.э. Царь Понта
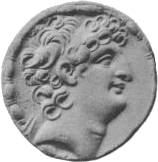
Антиох VII Грип 125 до н.э.— 96 до н.э. Царь Сирии
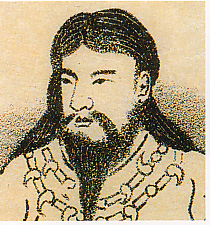
Кайка 158 до н.э.—98 до н.э. Император Японии